# Rallye Griechenland 2012
Die 58. Rallye Griechenland (auch Akropolis Rallye genannt) war der 6. von 13 FIA-Weltmeisterschaftsläufen 2012. Die Rallye bestand aus 22 Wertungsprüfungen und wurde zwischen dem 24. und dem 27. Mai gefahren.

## Berichte

### 1. Tag (Donnerstag, 24. Mai)
Nach einem Skiunfall mit Schlüsselbeinbruch und einer Pause bei der Rallye Argentinien, kehrte Jari-Matti Latvala zurück in die Rallye-Weltmeisterschaft. Nach der ersten und einzigen Wertungsprüfung, über 25 Kilometer am Donnerstag, übernachtete Latvala als Gesamtführender mit 2,8 Sekunden Vorsprung auf Sébastien Loeb.

### 2. Tag (Freitag, 25. Mai)
In der vierten Wertungsprüfung übernahm Loeb (Citroën) die Führung vor den beiden Fordwerksfahrern Latvala und Petter Solberg. Nach dem zweiten Tag führte Loeb mit einem Minimalvorsprung von 6,5 Sekunden auf Latvala. Solberg war trotz Reifenschaden auf Platz 3 (+17,7 Sekunden).

### 3. Tag (Samstag, 26. Mai)
Loeb und Latvala fuhren weiterhin im Sekundenabstand um die Gesamtführung. Nach 13 Wertungsprüfungen lag Loeb nur gerade mit 2,2 Sekunden vorn. In WP14 musste Latvala ein Rad wechseln wegen eines Reifenschadens was ihm einen Zeitverlust von über 3 Minuten einbrachte. In der 15. WP fing es an zu regnen und die Verhältnisse wurden auf den Schotterstraßen nicht nur schwierig, sondern auch gefährlich. Mit viel Risiko gewann Solberg diese Prüfung und kam bis auf 10 Sekunden an Loeb heran. Loeb übernachtete an der Spitze des Gesamtklassements vor Solberg und Mikko Hirvonen (Citroën).

### 4. Tag (Sonntag, 27. Mai)
Solberg ging mit zehn Sekunden Rückstand auf Loeb in die 20. Wertungsprüfung (19,4 Kilometer). Vor der 13-Kilometer-Marke kam er von der Straße ab und traf einen Baum. Dabei riss er sich ein Hinterrad ab und er musste die Rallye aufgeben. Trotz eines Reifenschadens und Radwechsels gewann Loeb die Rallye vor Teamkollege Hirvonen mit 40 Sekunden Vorsprung.

## Klassifikationen

### Endresultat
| 1      | Sébastien Loeb      | Daniel Elena     | Citroën DS3 WRC            | 4:42:03.3 | 00:00.0   | 25 + 3 Power-Stage |
| 2      | Mikko Hirvonen      | Jarmo Lehtinen   | Citroën DS3 WRC            | 4:42:43.3 | 00:40.0   | 18 + 1 Power-Stage |
| 3      | Jari-Matti Latvala  | Miikka Anttila   | Ford Fiesta RS WRC         | 4:45:08.1 | 03:04.8   | 17 + 2 Power-Stage |
| 4      | Mads Østberg        | Jonas Andersson  | Ford Fiesta RS WRC         | 4:48:19.7 | 06:16.4   | 12                 |
| 5      | Martin Prokop       | Zdeněk Hrůza     | Ford Fiesta RS WRC         | 4:49:49.8 | 07:46.5   | 10                 |
| 6      | Thierry Neuville    | Nicolas Gilsoul  | Citroën DS3 WRC            | 4:51:44.7 | 09:41.4   | 8                  |
| 7      | Sébastien Ogier     | Julien Ingrassia | Škoda Fabia S2000          | 4:55:03.2 | 12:59.9   | 6                  |
| 8      | Yazeed Al-Rajhi     | Michael Orr      | Ford Fiesta S2000          | 5:02:15.5 | 20:12.2   | 4                  |
| 9      | Ott Tänak           | Kuldar Sikk      | Ford Fiesta RS WRC         | 5:05:22.2 | 23:18.9   | 2                  |
| 10     | Abdulaziz Al-Kuwari | Nicola Arena     | Mini John Cooper Works WRC | 5:10:43.8 | 28:40.5   | 1                  |
| PWRC   |                     |                  |                            |           |           |                    |
| 1 (14) | Valeriy Gorban      | Andriy Nikolaev  | Mitsubishi Lancer Evo IX   | 5:22:57.6 | 0:00:00.0 | 25                 |
| 2 (15) | Subhan Aksa         | Jeff Judd        | Mitsubishi Lancer Evo X    | 5:26:15.1 | 0:03:17.5 | 18                 |
| 3 (16) | Ricardo Triviño     | Àlex Haro        | Subaru Impreza WRX STi     | 5:30:01.9 | 0:07:04.3 | 15                 |
| 4 (19) | Benito Guerra       | Borja Rozada     | Mitsubishi Lancer Evo X    | 5:51:14.3 | 0:28:16.7 | 12                 |
| 5 (24) | Lorenzo Bertelli    | Lorenzo Granai   | Subaru Impreza WRX STi     | 6:07:27.0 | 0:44:29.4 | 10                 |
| 6 (29) | Louise Cook         | Stefan Davis     | Ford Fiesta ST             | 6:39:02.2 | 1:16:04.6 | 8                  |

### Wertungsprüfungen
| Tag                                   | WP                                    | Name                                  | Länge                                 | Start MESZ                            | Gewinner                              | Beifahrer                             | Auto                                  | Zeit                                  | Ø km/h                                | Leader             |
| ------------------------------------- | ------------------------------------- | ------------------------------------- | ------------------------------------- | ------------------------------------- | ------------------------------------- | ------------------------------------- | ------------------------------------- | ------------------------------------- | ------------------------------------- | ------------------ |
| Tag 1 (24.–25. Mai)                   | WP1                                   | Kineta                                | 25,24 km                              | 17:28                                 | Jari-Matti Latvala                    | Miikka Anttila                        | Ford Fiesta RS WRC                    | 17:38.0                               | 85,88                                 | Jari-Matti Latvala |
| Tag 1 (24.–25. Mai)                   | Service Loutraki, 05:00 Uhr (15 Min.) |                                       |                                       |                                       |                                       |                                       |                                       |                                       |                                       | Jari-Matti Latvala |
| Tag 1 (24.–25. Mai)                   | WP2                                   | Aghia Marina                          | 13,80 km                              | 05:53                                 | Jari-Matti Latvala                    | Miikka Anttila                        | Ford Fiesta RS WRC                    | 09:38.7                               | 85,84                                 | Jari-Matti Latvala |
| Tag 1 (24.–25. Mai)                   | WP3                                   | Thiva 1                               | 23,60 km                              | 07:31                                 | Jari-Matti Latvala                    | Miikka Anttila                        | Ford Fiesta RS WRC                    | 16:06.3                               | 87,92                                 | Jari-Matti Latvala |
| Tag 1 (24.–25. Mai)                   | WP4                                   | Elikonas 1                            | 19,89 km                              | 09:20                                 | Petter Solberg                        | Chris Patterson                       | Ford Fiesta RS WRC                    | 14:05.9                               | 84,64                                 | Sébastien Loeb     |
| Tag 1 (24.–25. Mai)                   | Service Itea, 10:53 Uhr (15 Min.)     |                                       |                                       |                                       |                                       |                                       |                                       |                                       |                                       | Sébastien Loeb     |
| Tag 1 (24.–25. Mai)                   | WP5                                   | Bauxites 1                            | 23,17 km                              | 11:25                                 | Mikko Hirvonen                        | Jarmo Lehtinen                        | Citroën DS3 WRC                       | 14:08.9                               | 98,25                                 | Sébastien Loeb     |
| Tag 1 (24.–25. Mai)                   | WP6                                   | Drossohori                            | 22,00 km                              | 12:19                                 | Sébastien Loeb                        | Daniel Elena                          | Citroën DS3 WRC                       | 18:13.4                               | 72,43                                 | Sébastien Loeb     |
| Tag 1 (24.–25. Mai)                   | Service Itea, 13:50 Uhr (15 Min.)     |                                       |                                       |                                       |                                       |                                       |                                       |                                       |                                       | Sébastien Loeb     |
| Tag 1 (24.–25. Mai)                   | WP7                                   | Bauxites 2                            | 23,17 km                              | 14:22                                 | Jari-Matti Latvala                    | Miikka Anttila                        | Ford Fiesta RS WRC                    | 13:48.9                               | 100,62                                | Sébastien Loeb     |
| Tag 1 (24.–25. Mai)                   | WP8                                   | Elikonas 2                            | 19,89 km                              | 16:05                                 | Petter Solberg                        | Chris Patterson                       | Ford Fiesta RS WRC                    | 13:42.1                               | 87,09                                 | Sébastien Loeb     |
| Tag 1 (24.–25. Mai)                   | WP9                                   | Thiva 2                               | 23,60 km                              | 17:50                                 | Jari-Matti Latvala                    | Miikka Anttila                        | Ford Fiesta RS WRC                    | 16:20.3                               | 86,67                                 | Sébastien Loeb     |
| Tag 1 (24.–25. Mai)                   | Service Loutraki, 20:05 Uhr (45 Min.) |                                       |                                       |                                       |                                       |                                       |                                       |                                       |                                       | Sébastien Loeb     |
| Tag 2 (26. Mai)                       |                                       |                                       |                                       |                                       |                                       |                                       |                                       |                                       |                                       | Sébastien Loeb     |
| Service Loutraki, 06:30 Uhr (15 Min.) |                                       |                                       |                                       |                                       |                                       |                                       |                                       |                                       |                                       | Sébastien Loeb     |
| WP10                                  | Klenia Mycenae 1                      | 17,41 km                              | 07:38                                 | Sébastien Loeb                        | Daniel Elena                          | Citroën DS3 WRC                       | 11:24.2                               | 91,60                                 |                                       | Sébastien Loeb     |
| WP11                                  | Ghymno 1                              | 17,61 km                              | 08:45                                 | Jari-Matti Latvala                    | Miikka Anttila                        | Ford Fiesta RS WRC                    | 12:38.0                               | 83,64                                 |                                       | Sébastien Loeb     |
| WP12                                  | Kefalari 1                            | 18,40 km                              | 09:40                                 | Jari-Matti Latvala                    | Miikka Anttila                        | Ford Fiesta RS WRC                    | 13:18.8                               | 82,92                                 |                                       | Sébastien Loeb     |
| WP13                                  | Ziria 1                               | 21,36 km                              | 11:06                                 | Sébastien Loeb                        | Daniel Elena                          | Citroën DS3 WRC                       | 13:02.9                               | 98,22                                 |                                       | Sébastien Loeb     |
| Service Loutraki, 12:54 Uhr (30 Min.) |                                       |                                       |                                       |                                       |                                       |                                       |                                       |                                       |                                       | Sébastien Loeb     |
| WP14                                  | Klenia Mycenae 2                      | 17,41 km                              | 14:17                                 | Sébastien Loeb                        | Daniel Elena                          | Citroën DS3 WRC                       | 11:15.8                               | 92,74                                 |                                       | Sébastien Loeb     |
| WP15                                  | Ghymno 2                              | 17,61 km                              | 15:24                                 | Petter Solberg                        | Chris Patterson                       | Ford Fiesta RS WRC                    | 12:36.7                               | 83,77                                 |                                       | Sébastien Loeb     |
| WP16                                  | Kefalari 2                            | 18,40 km                              | 16:19                                 | Petter Solberg                        | Chris Patterson                       | Ford Fiesta RS WRC                    | 14:07.7                               | 78,14                                 |                                       | Sébastien Loeb     |
| WP17                                  | Ziria 2                               | 21,36 km                              | 17:45                                 | Petter Solberg                        | Chris Patterson                       | Ford Fiesta RS WRC                    | 13:29.3                               | 95,01                                 |                                       | Sébastien Loeb     |
| Service Loutraki, 19:20 Uhr (45 Min.) |                                       |                                       |                                       |                                       |                                       |                                       |                                       |                                       |                                       | Sébastien Loeb     |
| Tag 3 (27. Mai)                       | Service Loutraki, 07:30 Uhr (15 Min.) | Service Loutraki, 07:30 Uhr (15 Min.) | Service Loutraki, 07:30 Uhr (15 Min.) | Service Loutraki, 07:30 Uhr (15 Min.) | Service Loutraki, 07:30 Uhr (15 Min.) | Service Loutraki, 07:30 Uhr (15 Min.) | Service Loutraki, 07:30 Uhr (15 Min.) | Service Loutraki, 07:30 Uhr (15 Min.) | Service Loutraki, 07:30 Uhr (15 Min.) | Sébastien Loeb     |
| Tag 3 (27. Mai)                       | WP18                                  | Aghii Theodori 1                      | 19,42 km                              | 08:14                                 | Jari-Matti Latvala                    | Miikka Anttila                        | Ford Fiesta RS WRC                    | 12:42.0                               | 91,75                                 | Sébastien Loeb     |
| Tag 3 (27. Mai)                       | WP19                                  | New Pissia 1                          | 11,37 km                              | 08:45                                 | Sébastien Loeb                        | Daniel Elena                          | Citroën DS3 WRC                       | 08:13.7                               | 82,91                                 | Sébastien Loeb     |
| Tag 3 (27. Mai)                       | Service Loutraki, 09:58 Uhr (30 Min.) |                                       |                                       |                                       |                                       |                                       |                                       |                                       |                                       | Sébastien Loeb     |
| Tag 3 (27. Mai)                       | WP20                                  | Aghii Theodori 2                      | 19,42 km                              | 10:57                                 | Jari-Matti Latvala                    | Miikka Anttila                        | Ford Fiesta RS WRC                    | 12:39.6                               | 92,04                                 | Sébastien Loeb     |
| Tag 3 (27. Mai)                       | WP21                                  | New Pissia 2                          | 11,37 km                              | 11:28                                 | Jari-Matti Latvala                    | Miikka Anttila                        | Ford Fiesta RS WRC                    | 08:09.7                               | 83,59                                 | Sébastien Loeb     |
| Tag 3 (27. Mai)                       | WP22                                  | New Loutraki (Power-Stage)            | 3,97 km                               | 13:11                                 | Sébastien Loeb                        | Daniel Elena                          | Citroën DS3 WRC                       | 02:21.8                               | 100,8                                 | Sébastien Loeb     |
| Tag 3 (27. Mai)                       | Service Loutraki, 14:08 Uhr (15 Min.) |                                       |                                       |                                       |                                       |                                       |                                       |                                       |                                       | Sébastien Loeb     |

### Gewinner Wertungsprüfungen
| WP                            | Anzahl | Fahrer             | Auto               |
| ----------------------------- | ------ | ------------------ | ------------------ |
| 1–3, 7, 9, 11, 12, 18, 20, 21 | 10     | Jari-Matti Latvala | Ford Fiesta RS WRC |
| 6, 10, 13, 14, 19, 22         | 6      | Sébastien Loeb     | Citroën DS3 WRC    |
| 4, 8, 15–17                   | 5      | Petter Solberg     | Ford Fiesta RS WRC |
| 5                             | 1      | Mikko Hirvonen     | Citroën DS3 WRC    |

### Fahrer-WM nach der Rallye
| Pos. | Fahrer             | Punkte |
| ---- | ------------------ | ------ |
| 1    | Sébastien Loeb     | 119    |
| 2    | Mikko Hirvonen     | 98     |
| 3    | Mads Østberg       | 80     |
| 4    | Petter Solberg     | 73     |
| 5    | Jari-Matti Latvala | 45     |

### Team-Weltmeisterschaft
| Pos. | Team             | Punkte |
| ---- | ---------------- | ------ |
| 1    | Citroën WRT      | 194    |
| 2    | Ford WRT         | 121    |
| 3    | M-Sport Ford WRT | 91     |